# 1950-es Formula–1 brit nagydíj
A brit nagydíj volt az 1950-es Formula–1 világbajnokság első futama, amelyet 1950. május 13-án rendeztek meg a brit Silverstone Circuiten, Silverstone-ban. A Formula–1 történetének első hivatalos versenyét európai nagydíjként is nevezik, melyre VI. György király is kilátogatott feleségével, Erzsébet királynéval és fiatalabb lányával, Margit hercegnővel is.
A futamot megelőzően áprilisban még rendeztek négy futamot, melyeket nem tekintenek Formula–1-es versenyeknek. Ezek közül Pauban és San Remóban Juan Manuel Fangio, Richmondban Reg Parnell, Párizsban pedig Georges Grignard nyert.

## Időmérő edzés
Az Alfa Romeo csapat négy 158-assal érkezett a versenyre, melyeket Fangio, Farina, Fagioli és Parnell vezetett. A Ferrari úgy döntött, nem vesz részt a futamon, de számos Maserati mérkőzött meg, illetve a Talbot-Lago is jelen volt Yves Giraud-Cabantous-val és Eugene Martinnal. A mezőny többségét helyi gyártók autói tették ki, mint az ERA és az Alta.
Az időmérőn Farina volt a leggyorsabb, de a másik három Alfa Romeo is a mezőny legelején végzett. Bira herceg Maseratija mellől a két Talbot-Lago indulhatott a második sorból. Felice Bonetto volt az egyetlen, aki nem indult az időmérőn, és így nem is vehetett részt a versenyen.
| Helyezés | Versenyző             | Csapat/Motor       | Idő    | Különbség |
| -------- | --------------------- | ------------------ | ------ | --------- |
| 1        | Nino Farina           | Alfa Romeo         | 1:50,8 | –         |
| 2        | Luigi Fagioli         | Alfa Romeo         | 1:51,0 | + 0,2     |
| 3        | Juan Manuel Fangio    | Alfa Romeo         | 1:51,0 | + 0,2     |
| 4        | Reg Parnell           | Alfa Romeo         | 1:52,2 | + 1,4     |
| 5        | Prince Bira           | Maserati           | 1:52,6 | + 1,8     |
| 6        | Yves Giraud-Cabantous | Talbot-Lago-Talbot | 1:53,4 | + 2,6     |
| 7        | Eugène Martin         | Talbot-Lago-Talbot | 1:55,4 | + 4,6     |
| 8        | Toulo de Graffenried  | Maserati           | 1:55,8 | + 5,0     |
| 9        | Louis Rosier          | Talbot-Lago-Talbot | 1:56,0 | + 5,2     |
| 10       | Peter Walker          | ERA                | 1:56,6 | + 5,8     |
| 11       | Louis Chiron          | Maserati           | 1:56,6 | + 5,8     |
| 12       | Leslie Johnson        | ERA                | 1:57,4 | + 6,6     |
| 13       | Bob Gerard            | ERA                | 1:57,4 | + 6,6     |
| 14       | Philippe Étancelin    | Talbot-Lago-Talbot | 1:57,8 | + 7,0     |
| 15       | Cuth Harrison         | ERA                | 1:58,4 | + 7,6     |
| 16       | David Hampshire       | Maserati           | 2:01,0 | + 10,2    |
| 17       | Geoff Crossley        | Alta               | 2:02,6 | + 11,8    |
| 18       | David Murray          | Maserati           | 2:05,6 | + 14,8    |
| 19       | Joe Kelly             | Alta               | 2:06,2 | + 15,4    |
| 20       | Joe Fry               | Maserati           | 2:07,0 | + 16,2    |
| 21       | Johnny Claes          | Talbot-Lago-Talbot | 2:08,2 | + 17,4    |

### Rajtrács
| 1. sor | 4.                        |                              | 3.                       |                              | 2.                        |                      | 1.                          |
|        | Parnell Alfa Romeo 1:52,2 |                              | Fangio Alfa Romeo 1:51,2 |                              | Fagioli Alfa Romeo 1:51,0 |                      | Farina Alfa Romeo 1:50,8    |
| 2. sor |                           | 7.                           |                          | 6.                           |                           | 5.                   |                             |
|        |                           | Martin Talbot-Lago 1:55,4    |                          | Cabantous Talbot-Lago 1:53,4 |                           | Bira Maserati 1:52,6 |                             |
| 3. sor | 11.                       |                              | 10.                      |                              | 9.                        |                      | 8.                          |
|        | Chiron Maserati 1:56,6    |                              | Walker ERA 1:56,6        |                              | Rosier Talbot-Lago 1:56,0 |                      | Graffenried Maserati 1:55,8 |
| 4. sor |                           | 14.                          |                          | 13.                          |                           | 12.                  |                             |
|        |                           | Étancelin Talbot-Lago 1:57,8 |                          | Gerard ERA 1:57,4            |                           | Johnson ERA 1:57,4   |                             |
| 5. sor | 18.                       |                              | 17.                      |                              | 16.                       |                      | 15.                         |
|        | Murray Maserati 2:05,6    |                              | Crossley Alta 2:02,6     |                              | Hampshire Maserati 2:01,0 |                      | Harrison ERA 1:58,4         |
| 6. sor |                           | 21.                          |                          | 20.                          |                           | 19.                  |                             |
|        |                           | Claes Talbot-Lago 2:08,2     |                          | Fry Maserati 2:07,0          |                           | Kelly Alta 2:06,2    |                             |

## Futam
A verseny elején Farina maga mögött tartotta Fagiolit és Fangiót, majd hárman egymást előzgették, hogy szórakoztassák a nézőket. Hét körrel a futam vége előtt Fangio motorhiba miatt kiesett. Elsőként Farina ért célba 2,6 másodperccel Fagioli előtt, akit Parnell követett közel egyperces hátrányban. A további pontszerzők Giraud Cabantous és Louis Rosier voltak, mindketten kétkörös hátrányban. Birának a verseny háromnegyedénél kifogyott az üzemanyaga, így ő sem fejezhette be a nagydíjat. A leggyorsabb kört is Farina autózta (1:50,6), két tizeddel megjavítva az időmérőn elért idejét.
| Helyezés | Rajtszám | Versenyző                  | Csapat/Motor       | Futott kör | Idő/Kiesés oka           | Rajthely | Pont |
| -------- | -------- | -------------------------- | ------------------ | ---------- | ------------------------ | -------- | ---- |
| 1        | 2        | Nino Farina                | Alfa Romeo         | 70         | 2h13:23,6 (146,378 km/h) | 1        | 9    |
| 2        | 3        | Luigi Fagioli              | Alfa Romeo         | 70         | + 2,6                    | 2        | 6    |
| 3        | 4        | Reg Parnell                | Alfa Romeo         | 70         | + 52,0                   | 4        | 4    |
| 4        | 14       | Yves Giraud-Cabantous      | Talbot-Lago-Talbot | 68         | + 2 kör                  | 6        | 3    |
| 5        | 15       | Louis Rosier               | Talbot-Lago-Talbot | 68         | + 2 kör                  | 9        | 2    |
| 6        | 12       | Bob Gerard                 | ERA                | 67         | + 3 kör                  | 13       |      |
| 7        | 11       | Cuth Harrison              | ERA                | 67         | + 3 kör                  | 15       |      |
| 8        | 16       | Philippe Étancelin         | Talbot-Lago-Talbot | 65         | + 5 kör                  | 14       |      |
| 9        | 6        | David Hampshire            | Maserati           | 64         | + 6 kör                  | 16       |      |
| 10       | 10       | Joe Fry Brian Shawe Taylor | Maserati           | 64         | + 6 kör                  | 20       |      |
| 11       | 18       | Johnny Claes               | Talbot-Lago-Talbot | 64         | + 6 kör                  | 21       |      |
| Ki       | 1        | Juan Manuel Fangio         | Alfa Romeo         | 62         | Olajszivárgás            | 3        |      |
| HN       | 23       | Joe Kelly                  | Alta               | 57         | Nem ért célba            | 19       |      |
| Ki       | 21       | Prince Bira                | Maserati           | 49         | Kifogyott üzemanyag      | 5        |      |
| Ki       | 5        | David Murray               | Maserati           | 44         | Motorhiba                | 18       |      |
| HN       | 24       | Geoff Crossley             | Alta               | 43         | Nem ért célba            | 17       |      |
| Ki       | 20       | Toulo de Graffenried       | Maserati           | 36         | Motorhiba                | 8        |      |
| Ki       | 19       | Louis Chiron               | Maserati           | 26         | Kuplung                  | 11       |      |
| Ki       | 17       | Eugène Martin              | Talbot-Lago-Talbot | 8          | Olajnyomás               | 7        |      |
| Ki       | 9        | Peter Walker Tony Rolt     | ERA                | 5          | Váltóhiba                | 10       |      |
| Ki       | 8        | Leslie Johnson             | ERA                | 2          | Légsűrítő                | 12       |      |

## Statisztikák
- A versenyen vezettek: Nino Farina 63 kör (1–9., 16–37. és 39–70.), Luigi Fagioli 6 kör (10–15.) és Juan Manuel Fangio 1 kör (38.).
- Megosztott versenyzők:
  - #9 autó: Peter Walker (1–2. kör), majd Tony Rolt (3–5. kör).
  - #10 autó: Joe Fry (1–45. kör), majd Brian Shave-Taylor (46–64. kör).
- A futamon Farina mesterhármast ért el, vagyis a pole pozícióból indult, megfutotta a verseny leggyorsabb körét, valamint győzött.

## Fordítás
- Ez a szócikk részben vagy egészben  a(z)   1950 British Grand Prix című angol Wikipédia-szócikk fordításán alapul.  Az eredeti cikk szerkesztőit annak laptörténete sorolja fel. Ez a jelzés csupán a megfogalmazás eredetét és a szerzői jogokat jelzi, nem szolgál a cikkben szereplő információk forrásmegjelöléseként.